# Isabelle Beauruelle
Isabelle Beauruelle, née le 28 janvier 1968 à Caen, ville où elle est morte le 6 mai 2018, est une judokate française. 

## Biographie
Elle est sacrée championne de France de judo dans la catégorie des moins de 66 kg en 1990 et en 1991. Elle remporte la médaille d'or des Championnats d'Europe de judo 1991 et la médaille d'or des Jeux de la Francophonie 1994 dans la même catégorie.
Elle obtient aussi trois médailles d'or aux Championnats d'Europe par équipes (1991, 1993 et 1996), une médaille de bronze aux Championnats d'Europe par équipes en 1990 et une médaille de bronze aux Championnats du monde par équipes en 1997.
Elle remporte le Tournoi de Budapest en moins de 66 kg en 1994 et le Tournoi de Varsovie en moins de 66 kg en 1995 et le Grand Slam de Paris en moins de 70 kg en 1996.
Elle ouvre en 2007 son cabinet de massage Shiatsu.
Elle meurt le 6 mai 2018 à l'âge de 50 ans d'une leucémie.